# 上海市民办白玉兰中学
上海市民办白玉兰中学是中國上海市虹口區一所民辦完全中學。

## 歷史
1993年2月，民主促进会上海市虹口区委员会创办上海白玉兰寄宿制学校。这是上海最早的民办寄宿制学校。白玉兰寄宿制学校起初招收小学三年级至九年级的學生，而且学生全部住宿。1994年，民主促进会上海市虹口区委会创办民办白玉兰高级中学。2003年9月起，白玉兰寄宿制学校開始不再招收三年級學生，並且開始招收高一學生，白玉兰高级中学則不再招收高一學生。2005年，白玉兰寄宿制学校正式與白玉兰高级中学合併，學習更名為上海市民办白玉兰中学。